# György Kunsági
György Kunsági (Budapest, 12 de marzo de 1934-Budapest, 6 de septiembre de 2007) fue un deportista húngaro que compitió en natación. Ganó una medalla de plata en el Campeonato Europeo de Natación de 1958 en la prueba de 4 × 100 m estilos.

## Palmarés internacional
| Campeonato Europeo | Campeonato Europeo | Campeonato Europeo | Campeonato Europeo |
| Año                | Lugar              | Medalla            | Prueba             |
| ------------------ | ------------------ | ------------------ | ------------------ |
| 1958               | Budapest (Hungría) | Medalla de plata   | 4 × 100 m estilos  |